# اسپکتر-آرجی
اسپکتر-آرجی (روسی برای طیف + Röntgen + گاما؛ همچنین به نام Spectrum-X-Gamma, SRG, SXG) یک فضاپیمای رصدگر فضایی پر انرژی و یک پروژهٔ مشترک آلمانی/ روسی است که در ۱۳ ژوئیه ۲۰۱۹ از پایگاه فضایی بایکونور در قزاقستان پرتاب شد. این رصدگر فضایی، برنامهٔ تلسکوپ ماهواره‌ای اسپکتر-آر را که در سال ۲۰۱۱ (میلادی) راه‌اندازی شد دنبال می‌کند.
اسپکتر-آرجی مهم‌ترین مأموریت اخترفیزیکی روسیه بعد از فروپاشی اتحاد جماهیر شوروی است.

## پیشینه
ایدهٔ داشتن یک ماهوارهٔ رصدگر پرتو ایکس که در مداری فراتر از جو زمین که این پرتو را فیلتر کند در دهه ۱۹۸۰ (میلادی) اخترشناس اهل روسیه رشید سونیایف از مؤسسه تحقیقات فضایی روسیه پیشنهاد کرد. ساخت این تلسکوپ چند دهه وقت برد. بیست مؤسسه از دوازده کشور برای ساخت یک رصدخانه بزرگ با پنج تلسکوپ گرد هم آمدند. با این حال، پس از فروپاشی اتحاد جماهیر شوروی، این مأموریت به علت هزینه از برنامه سازمان فضایی فدرال روسیه (روسکوسموس) کنار گذاشته شد. این پروژه در سال ۲۰۰۳ (میلادی) با طرح مختصر شده و کوچکتری دوباره آغاز شد. برای همین، محصول پایانی با ایده نخست پروژه، تفاوت بنیادی دارد.

## سخت‌افزار
کاوشگر اسپکتر-آرجی از یک تلسکوپ آلمانی "eROSITA" (سامانه بزرگتر و اصلی) و یک تلسکوپ روسی به نام "ART-XC" (سامانه کوچکتر) تشکیل شده که درکنار هم قرار دارند. این دو و فضاپیما تحت رهبری و نظارت مؤسسه تحقیقات فضایی روسیه (IKI) ساخته شده‌اند. تلسکوپ eROSITA که توسط موسسه ماکس پلانک فیزیک فرازمینی (MPE) در آلمان ساخته شده است برای انجام یک بررسی ۷ ساله پرتو ایکس با انرژی میانگین تا ۱۰ کیلووات، طراحی شده است. در این بررسی eROSITA قرار است بسیاری از خوشه‌های کهکشانی تازه و هسته‌های فعال آنها را شناسایی کند. ابزار اصلی دیگر، تلسکوپ ART-XC، یک تلسکوپ پرتو ایکس با انرژی بالا است.
هر دو تلسکوپ از هفت آینه برای جمع‌آوری و هدایت پرتو ایکس به سوی حسگرهای تصویری قدرتمند استفاده می‌کنند. این دو در طول شش ماه نخست کار خود، نخستین نقشه کامل و با دقت بالا را بر پایه پرتو ایکس تهیه خواهند کرد که پس از آن بارها تکرار می‌شود تا دقت تصاویر بیشتر شود.

## هدف
انتظار می‌رود اسپکتر-آرجی بتواند منابع بی‌شمار تاره پرتو ایکس، مانند سیاه‌چاله‌های کلان‌جرم در مرکز کهکشان‌ها را شناسایی کند؛ زیرا با سقوط گاز به درون سیاه‌چاله‌های کلان‌جرم، ماده بر اثر گرمای زیاد متلاشی می‌شود و این گرما به صورت پرتو ایکس در فضا پخش می‌شود.
یکی دیگر از اهداف اصلی اسپکتر-آر جی پژوهش دربارهٔ ماده تاریک و انرژی تاریک است. با این تلسکوپ، نقاط اصلی تمرکز ماده تاریک پیدا می‌شود.

## موقعیت فضایی
برای رصد کردن، فضاپیما ابتدا باید به نقطه لاگرانژ ۲ در نزدیکی یک و نیم میلیون کیلومتری زمین برسد. در این فاصله از زمین، اسپکتر-آرجی می‌تواند در مکانی پایدار و بدون تاثیرپذیری از پدیده‌هایی مانند نوسان شدید دما و سایه اجرام آسمانی کار کند.